# Porto Grande
Porto Grande este un oraș în unitatea federativă Amapá (AP) din Brazilia.